# Feber (sång)
Feber är en sång och en singel av den svenske artisten Olle Ljungström från 2002. Den släpptes i samband med Ljungströms sjätte soloalbum, Syntheziser (2002). Med på singeln fanns även b-sidan "Vit som snö."

## Låtlista
Text: Olle Ljungström. Musik: Heinz Liljedahl.
1. "Feber" (3:20)
2. "Vit som snö" (2:45)